# Stekelzeespin
De stekelzeespin (Achelia echinata) is een zeespin uit de familie Ammotheidae. De soort behoort tot het geslacht Achelia. De stekelzeespin werd in 1864 voor het eerst wetenschappelijk beschreven door Hodge.

## Beschrijving
De stekelzeespin heeft een klein, plat lichaam tot 0,15-0,2 cm lang met een kop, een paar palpen, een paar eierstokken en vier paar poten. Het lichaam is ovaal van vorm en verdeeld in vier segmenten die, hoewel slecht gedefinieerd, op het dorsale oppervlak worden gemarkeerd door een hechtdraad tussen elk van de eerste drie segmenten. Het oppervlak van het lichaam is bedekt met stekels die zijn verdeeld in twee takken die elk kleinere takken dragen.
Het lichaam is geelbruin tot crème gekleurd. De kop is versmolten met het eerste lichaamssegment tot een kopborststuk en draagt een oculair tuberculum, een slurf, een paar cheliforen en een mond die zich binnen drie puntige lippen bevindt. Het oculaire tuberculum is licht conisch van vorm, heeft een scherpe stekel aan de punt en draagt twee paar ogen, het ene paar naar voren gericht en het andere naar achteren. De proboscis is ongeveer even lang als het lichaam en loopt taps toe naar de punt. De cheliforen zijn ongeveer de helft van de lengte van het lichaam en dragen kleine, gedrongen chelae.
De palpen steken uit het eerste segment en zijn verdeeld in acht segmenten. De ovigeren strekken zich uit vanaf het ventrale oppervlak van het eerste segment en zijn verdeeld in negen segmenten. De poten strekken zich uit vanaf de laterale processen van elk lichaamssegment en zijn ongeveer drie keer zo lang als het lichaam. Elke poot eindigt met een klauw en is verdeeld in acht segmenten die elk een aantal stekels dragen die kenmerkend bestaan uit één paar op het laterale gedeelte en twee paar op het eerste segment.

## Verspreiding
Achelia echinata wordt verspreid gevonden in de noordoostelijke Atlantische Oceaan en de Middellandse Zee. Deze soort leeft op rotsachtige kusten van de middenwaterzone tot een diepte van 24 meter. Het komt veel voor in rotspoelen en -spleten en bij verschillende soorten algen, mosdiertjes, sponzen en hydroidpoliepen.